# Den Norske Frimurerorden
Den Norske Frimurerorden – norweska organizacja masońska. Pierwsza loża w Norwegii została założona w 1749 roku jako część masonerii duńskiej i działa do dzisiaj. Od 1818 działa w rycie szwedzkim, który wymaga przynależności do chrześcijaństwa. W czasie unii szwedzko-norweskiej wielkim mistrzem loży był król szwedzki. W pełni suwerenna organizacja powstała dopiero w 1891. W 2009 roku miała 20 tys. członków. Siedziba znajduje się obok parlamentu Norwegii w Oslo. Od 1905 królowie nie są już wielkimi mistrzami organizacji.
- Oficjalna strona